# Refojos (Cortegada)
Refojos (llamada oficialmente San Breixo de Refoxos) es una parroquia y un lugar del municipio español de Cortegada, en la provincia de Orense, Galicia.

## Toponimia
La parroquia también es conocida por el nombre de San Verísimo de Refoxos.

## Geografía
Tiene una estructura polinuclear con varios casales, por lo cual se trata de un terreno densamente poblado, que se reparte en la caída de aguas de los montes Sardiñeira, Celeirón y O Forno.

## Historia
Se tiene constancia documental de su existencia ya en el siglo XI a través de un documento de donación de una mujer, Gulredora, al monasterio de Celanova el 15 de febrero de 1075, Tombo de Celanova, por el cual dona la villa de Refojos junto con la iglesia de San Verísimo (santo patrón al cual sigue perteneciendo) y otra villa en Valongo.
Fue capital administrativa del llamado Coto da Vestiaria, jurisdicción perteneciente durante la Edad Media y al Antiguo régimen al monasterio de Celanova mediante privilegio de Alfonso VII( en León el 21 de noviembre de 1145, confirmado por Fernando IV en 1304 en Roa y más tarde por Alfonso XI en 1332) en el siglo XII. La donación fue efectuada al abad Paio "eccelsiola ripa Minei quomodo diduit per Pennas de Saroy deinde per Aqualongam(...)deinde per Soutelum de Lauretum ad illumcampum de Molendinis(...)Bultueira ubi est alius cantum,(...)descendit inter Santus Benedictu et Meréns usque illos naseiros(...) per mediam fluminis quose infudit Devam Mineim(...) Devam et tradum deia."
Se conservan quejas del abad de Celanova de mediados del siglo XV protestando porque el conde de Benavente, Juan Pimentel, se había apoderado ilegalmente de dicho coto, lo que motivó que él se llevase sus rentas de dicho coto. Este término jurisdiccional perduró hasta el siglo XIX y la desamortización de Mendizábal; aunque se dieron antes casos de resistencia antiseñorial por parte del campesinado para no pagar la srentas al propietario, como el ocurrido en el siglo XVII al renovar la renta de 55 foros el nuevo abad comendatario de Celanova (desde Valladolid), los campesinos atacaron el priorato (que todavía se conserva en Refojos) durante la noche. Según fuentes eclesiásticas, con el fin de matar al monje administrador, pero en realidad se trató del grito de rabia de una población oprimida por los impuestos que se rebeló contra su señor feudal ante sus abusos en época de carestía. Se inició un pleito ante la Real Audiencia de Galicia (herramienta jurídica de control por parte de la monarquía madrileña) que duró 15 años y acabó conformando a todos, previa amenazas de los monjes de excomunión (dado que tenían miedo que se extendiese el ejemplo en otras posesiones suyas) y misas y novenarios a santos para que los protegieran contra los pobres campesinos.
Tras la desamortización el edificio del priorato fue aprovechado más de una vez para acantonar tropas isabelinas en la guerra carlista y su templo aprovechado como iglesia parroquial. De hecho, se supone que en él fue alojada, en secreto, la partida carlista de Mateo Guillade (que era de Tuy), que pasaba por viejos dominios señoriales eclesiástico donde los curas les dejaban las rentas de los foros. En otras obligaban a los alcaldes a pagar, como en la vecina Arnoya.

## Organización territorial
La parroquia está formada por catorce entidades de población:

### Entidad de población
Entidad de población que forma parte de la parroquia:
- A Encoutada
- Aldea de Souto
- A Pereira
- A Pousa
- Casares de Refoxos
- Casares da Virxe
- O Pousadoiro
- O Regueiro
- Refoxos
- Vilaverde
- Vilela

### Despoblados
Despoblados que forman parte de la parroquia:
- Muradelle
- Outeiro e Canle, formado por los despoblados de:
  - A Canle
  - O Outeiro

## Demografía

### Parroquia
| Gráfica de evolución demográfica de Refojos (parroquia) entre 2000 y 2022 |
|                                                                           |
| Datos según el nomenclátor publicado por el INE.                          |

### Lugar
| Gráfica de evolución demográfica de Refoxos (lugar) entre 2000 y 2022 |
|                                                                       |
| Datos según el nomenclátor publicado por el INE.                      |

## Patrimonio artístico
Su patrimonio se centra en la arquitectura religiosa, de la cual se conservan un par de cruceros y el priorato de Refojos del siglo XVIII, que, como curiosidad, mantiene en dos de sus cuatro esquinas dos torretas defensivas. El edificio es de dos plantas y se articula a través de un pasillo central en ambas plantas. En la de abajo están las caballerizas y habitáculos para aperos de labranza y bodegas (con el fin de recoger las rentas). Se comunica con la planta superior a través de una escalera de piedra en la esquina noroeste del edificio, que comunica con el dicho pasillo central. A este dan varias habitaciones, una con escalera inferior donde se acumulan restos de viejos altares de madera y telas suntuarias abandonadas a su suerte, así como una puerta cerrada que debe comunicar con la iglesia parroquial.
Entre los cruceros conservados destaca el de Villaverde, que conserva la fecha de 1610 en su fuste, y un peto de ánimas en un viejo casal abandonado cerca del actual Chantado.